# Векаря (Горж)
Векаря (рум. Văcarea) — село у повіті Горж в Румунії. Входить до складу комуни Денешть.
Село розташоване на відстані 228 км на захід від Бухареста, 7 км на південь від Тиргу-Жіу, 82 км на північний захід від Крайови.

## Населення
За даними перепису населення 2002 року у селі проживали 575 осіб, усі — румуни. Усі жителі села рідною мовою назвали румунську.